# تاوشان‌تپه (متروی استانبول)
تاوشان‌تپه (انگلیسی: Tavşantepe) یکی از ایستگاه‌های خط ام۴ متروی استانبول است.
این ایستگاه که در منطقه پندیک قرار دارد در سال ۲۰۱۶ تأسیس شده‌است.